# Steve Edlefsen
Steve Edlefsen (né le 27 juin 1985 à Minneapolis, Minnesota, États-Unis) est un lanceur de relève droitier de baseball qui évolue en 2011 et 2012 pour les Giants de San Francisco de la Ligue majeure de baseball.

## Carrière
Steve Edlefsen est drafté par les Red Sox de Boston au 41e tour en 2004. Il ne signe pas avec l'équipe pour plutôt poursuivre sa carrière à l'Université du Nebraska. Il est repêché à nouveau, cette fois au 16e tour en 2007 par les Giants de San Francisco.
Edlefsen fait ses débuts dans le baseball majeur pour les Giants le 21 août 2011 face aux Astros de Houston. Il retire sur des prises le premier frappeur adverse qu'il affronte, Clint Barmes. Ses trois premières sorties se déroulent bien mais les choses se gâtent par la suite : il donne 12 points mérités, 17 coups sûrs et 10 buts-sur-balles en 11 manches et un tiers lancées pour une moyenne de points mérités de 9,53 en 13 sorties avec les Giants. Le dernier de ses 27 matchs dans les majeures est disputé avec San Francisco le 8 juin 2012.